# Choanograptis
Choanograptis es un género de polillas perteneciente a la subfamilia Tortricinae de la familia Tortricidae.

## Especies
- Choanograptis ambigua Diakonoff, 1952
- Choanograptis ammina (Diakonoff, 1983)
- Choanograptis argyrocyma Diakonoff, 1953
- Choanograptis concinna Diakonoff, 1952
- Choanograptis concurrens Diakonoff, 1952
- Choanograptis diagrapha Diakonoff, 1953
- Choanograptis diaphora Diakonoff, 1953
- Choanograptis didyma Meyrick, 1938
- Choanograptis dihamma (Diakonoff, 1941)
- Choanograptis fasciata Diakonoff, 1952
- Choanograptis hamuligera Diakonoff, 1953
- Choanograptis paragrapha Diakonoff, 1953
- Choanograptis parorthota (Meyrick, 1928)
- Choanograptis rhabdomaga (Meyrick, 1938)
- Choanograptis tetraulax Diakonoff, 1953